# Chambre des comptes du Dauphiné
La Chambre des comptes du Dauphiné était, sous l'Ancien Régime, une cour souveraine spécialisée dans les affaires de finance du Dauphiné de Viennois puis de la province du Dauphiné. Elle siégeait au Palais du parlement du Dauphiné à Grenoble.

## Historique
La Chambre des comptes du Dauphiné a d'abord été liée au Conseil delphinal, puis au Parlement du Dauphiné qui a pris sa succession. Le parlement et la chambre des comptes avaient chacun leurs propres officiers, lesquels pouvaient se réunir dans certaines matières pour décider conjointement. Cet arrangement devait exister dès l'origine du Conseil delphinal.
Le roi de France a conservé la Chambre des comptes après le transport du Dauphiné à la France, en 1349. L’ordonnance du 11 janvier 1384, a ajusté les compétences de la Chambre des comptes du Dauphiné. Elle reprend celle de février 1379 pour demander que la durée de l’exercice comptable des châtelains soit d’une année, avec comme terme la Saint-Jean. Anne Lemonde a montré que le Dauphiné a été un terrain d'expérimentation pour les conseillers de Charles V et de la Chambre des comptes de Grenoble a servi de laboratoire pour mettre en œuvre d’une manière systématique des principes et des pratiques de la Chambre des comptes de Paris pour encadrer plus rigoureusement les officiers comptables dans les provinces.
Jusqu'en 1434, il n'y avait aucun président de la Chambre des comptes. Les réunions étaient présidées par le plus ancien officier présent. Le roi a créé par un édit du 10 avril 1434 un office de président et celui qui l'occupait portait le titre de président unique. Par un autre édit de novembre 1533, un second office de président est créé et le président unique est devenu le Premier président. D'autres charges de présidents ont été créées par la suite.
Comme toutes les Chambres des comptes des provinces, la Chambre des comptes de Grenoble est supprimée par l'édit de Moulins en février 1566 pris par Charles IX, mais elle est rétablie en 1568. 
Le 8 juillet 1584 le Parlement et la Chambre des comptes de Grenoble ont conclu un concordat pour définir leurs compétences respectives.
C'est en mars 1628 que Louis XIII a fait un édit de désunion du parlement du Dauphiné en lui donnant une organisation s'inspirant de celle de la Chambre des comptes de Paris avec la création d'un office de président, de  cinq offices de maîtres, enregistré le 15 septembre suivant.
Le 7 septembre 1790 l'Assemblée constituante a arrêté le principe de la suppression des chambres des comptes. Le décret du 22 décembre 1790 décide que « toute présentation de comptes aux chambres des comptes cessera de ce jour ». La loi rendant effective cette décision est prise le 5 janvier 1791.
Ses archives sont conservées aux Archives départementales de l'Isère.

## Composition de la Chambre des comptes du Dauphiné
Au XVIIe siècle, la Chambre des comptes comprenait un Premier président, 6 autres présidents, 22 conseillers maîtres, 4 conseillers correcteurs, 7 conseillers auditeurs, un procureur général, un avocat général.

### Présidents uniques
- Louis Portier, reçu Président unique en 1434,
- François Portier, son fils, le 20 mars 1450,
- Jean de Mareuil, reçu le 28 mai 1454,
- Pierre Gruel, reçu le 5 janvier 1562,
- Jean Philippe, reçu le 2 juin 1463,
- Jean d'Amboise, reçu le 1er septembre 1472, puis évêque de Maillezais ;
- François de Genas, reçu le 31 mai 1476, il est en même temps général des finances du Dauphiné ;
- Philippe Hébert, puis archevêque d'Aix-en-Provence en 1484 ;
- Jourdain d'Urre, reçu le 1er février 1485, décédé le 27 juillet 1497 ;
- Jean de Chaponnay, de 1497 à 1519 ;
- Jean Palmier, président unique du parlement de Grenoble, chargé , par intérim, et à plusieurs fois, de la présidence de la Chambre des comptes, du temps de Jourdain d'Urre et de Jean de Chaponnay ;
- Soffrey de Chaponay, son fils, reçu le 1er mars 1518, jusqu'en 1544.

### Premiers présidents
- Jean Fléard, reçu le 28 mars 1545. Pierre Plovier est nommé second président ;
- Jean Fléard, son fils, dernier président unique. Il est reçu Premier président le 20 décembre 1554, il résigne en faveur de son frère le 14 juin 1564
- François Fléard, frère du précédent, reçu le 19 décembre 1564, il a quitté la magistrature quand il a été nommé évêque de Grenoble,
- Bertrand Plovier, reçu le 1er décembre 1576,
- Laurent Plovier, nommé premier président en survivance de son père, Bertrand Plovier, par lettres du 28 mars 1585, reçu en mai ;
- Florent de Reynard de Saint-Julien, reçu le 29 avril 1600, en remplacement et sur résignation de Bertrand Plovier ;
- François Guichard-Deagent, reçu le 5 mai 1620, en remplacement et sur résignation de Florent Reynard de Saint-Julien ;
- Denys de Salvaing de Boissieu, reçu le 4 août 1640,
- Abel de Sautereau, seigneur de Chasse, reçu le 13 août 1674, en remplacement et sur résignation de Denys de Salvaing de Boissieu ;
- Jean-Pierre Moret de Bourchenu, marquis de Valbonnais, reçu le 27 juillet 1690,
- François-Joseph de Bally, marquis de Valbonnais, reçu le 4 juillet 1729, en remplacement de son oncle ;
- Jean-Pierre de Bally de Bourchenu, fils du précédent, reçu en 1758 en remplacement après le décès de son père, jusqu'à la suppression de la Chambre des comptes, en 1790.